# Harry Hopman
Pour les articles homonymes, voir Hopman.
Harry Hopman, né le 12 août 1906 à Glebe (Sydney) et mort le 27 décembre 1985, est un joueur et entraîneur de tennis australien. Il est également joueur de squash remportant l'Open d'Australie de squash amateur en 1933, 1934 et 1936,.

## Biographie
Harry Hopman a joué dans les années 1930, réalisant ses meilleures performances en double mixte et double messieurs.
Il a été membre de l'équipe d'Australie de Coupe Davis en 1928, 1930, 1932 et, surtout, l'entraîneur de l'équipe qu'il a menée vers la victoire à seize reprises : en 1939, où il était également joueur bien qu'il n'ait pas joué, et entre 1950 et 1967 (sauf en 1954, 1958 et 1963). Pour lui rendre hommage, une épreuve par équipe nationale mixte jouée à Perth en Australie porte son nom : la Coupe Hopman.
Il a entraîné Maureen Connolly l'année de son Grand Chelem en 1953.
Harry Hopman a été l'époux de Nell Hall, également joueuse de tennis à succès. Il est membre du International Tennis Hall of Fame depuis 1978. Il était surnommé le « Sorcier ».